# 武汉大学物理科学与技术学院
武汉大学物理科学与技术学院是武汉大学的一个学院，位于主校区。

## 历史
武汉大学物理科学与技术学院源自于1928年国立武汉大学物理系，其历史可追溯至1893年自强学堂的格致门。
1938年，武汉大学西迁乐山后，物理系开始了研究生教育，成为中国最早开始物理学科研究生教育的院系之一。院系调整后，物理系作为武汉大学建校初期的九个系之一，设有原子核物理、半导体物理、无线电、固体物理四个专业。
1999年，武汉大学将理学院和电子信息科学学院合并组成物理与电子信息科学学院。2000年8月，武汉大学物理科学与技术学院成立，由原武汉大学物理与电子信息科学学院的物理学类教学与科研机构、原武汉水利电力大学物理教学基础部、原武汉测绘科技大学物理教学基础部以及原湖北医科大学物理教学基础部合并组建而成。

## 学科设置
学院涵盖理学和工学两类学科，拥有物理学、材料科学与工程、电子科学与技术、天文学、集成电路与工程等五个一级学科；物理学、材料科学与工程、电子科学与技术等三个博士后科研流动站；下设物理系、材料系、微电子系、天文学系四个系。